# 額面

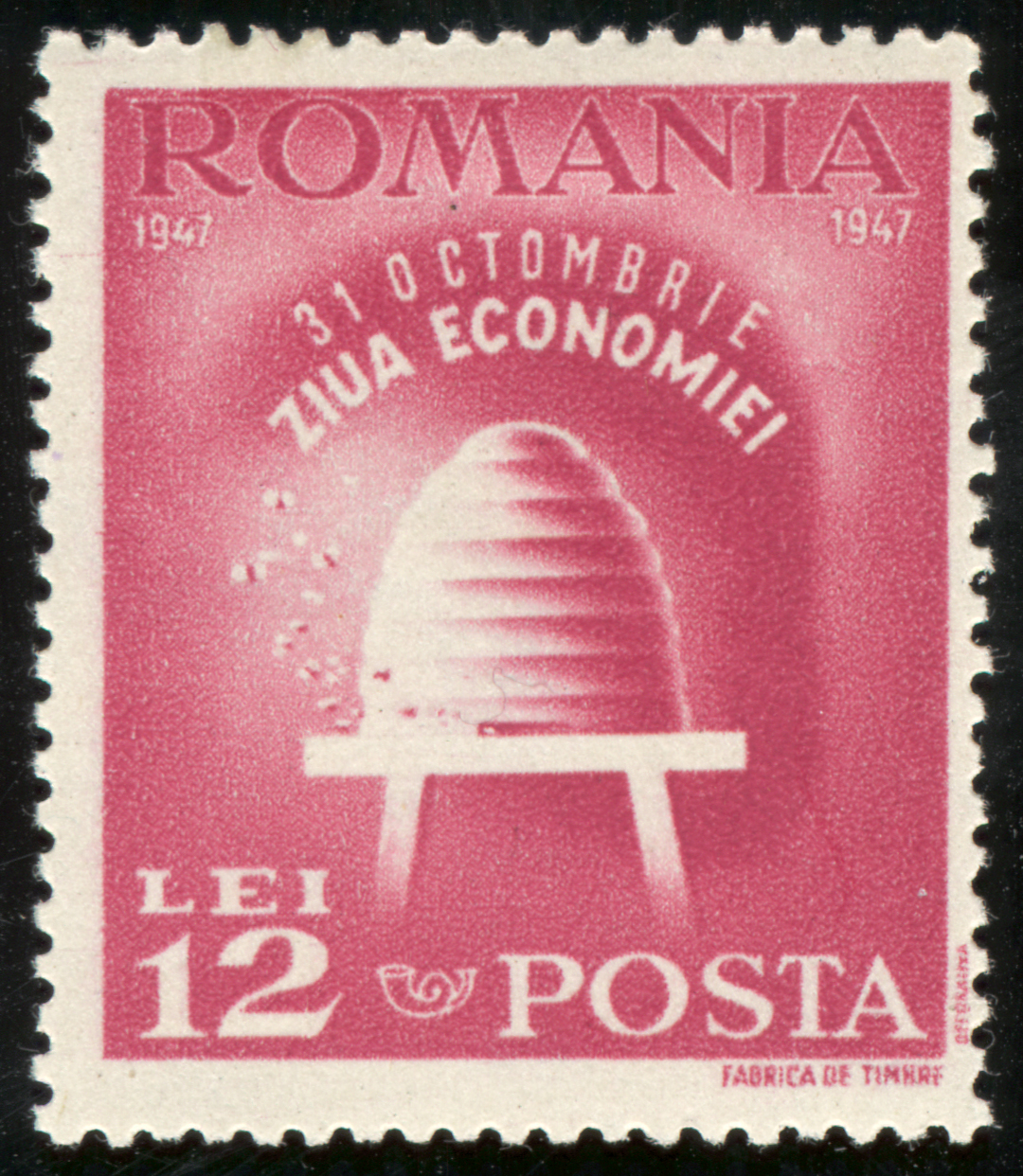
ルーマニアの切手、1947年発行。額面は12レイ（レウ）

額面（がくめん、英: Face value）または名目価値とは硬貨、債券、切手、紙幣などに、それ自体の価値を発行体が記したものである。
硬貨、債券、切手の額面とは、通常は法的な価値を示す。しかし、それらの市場的な価値と額面が関連する必要性はあまりない。たとえば、ある種の稀少な硬貨や切手は、その額面よりも遙かに高い価格で取引されれている。通常の硬貨は金属で作られているが、それを金属スクラップとして再利用した場合の価値と額面が一致する物でもない。